# Европски шампионат у шаху 2007, мушкарци
16° европски шампионат у шаху је одржан у месту Хераклио, на Криту, Грчка од 27. октобра до 7. новембра 2007. године.
И у мушкој и у женској конкуренцији победили су тимови Русије.
У мушкој конкуренцији екипа Русије је играла сјајно уз скор од 8 победа и један нерешен меч. У последњем, деветом колу Русија је победила Бугарску са 2½:1½ (Свидлер је победио Чепаринова, Георгијев, Гришчука, Алексејев, Делчева а Чаталбашев и Јаковенко су играли нерешено). Победа против Израела у последњем колу је омогућила Јерменији освајање другог места, а Азербејџан, после победе над Француском треће место.

## Лична карта турнира
16° европски тимски шаховски шампионат
| Датум:                              | 27 oktobar - 7. novembar 2007. |
| Место:                              | Хераклион                      |
| Место одигравања:                   | Creta Maris Hotel              |
| Држава:                             | Грчка                          |
| Председник организационог комитета: | S. Logothetis                  |
| Главни судија:                      | P. Nikolopoulos                |
| Број тимова у финалу:               | 40                             |
| Број играча:                        |                                |
| Број одиграних партија:             |                                |

## Турнирска табела
| №   | Држава               |  | 1. коло                    | 2. коло                   | 3. коло                    | 4. коло                   | 5. коло                    | 6. коло                    | 7. коло                   | 8. коло                   | 9. коло                    |  | Поени |  | + | = | - |  | Σ    |
| --- | -------------------- |  | -------------------------- | ------------------------- | -------------------------- | ------------------------- | -------------------------- | -------------------------- | ------------------------- | ------------------------- | -------------------------- |  | ----- |  | - | - | - |  | ---- |
| 1.  | Русија               |  | Шведска · 3½               | Јерменија · 2½            | Чешка · 2½                 | Словенија · 3.0           | Азербејџан · 3½            | Израел · 3.0               | Француска · 2½            | Шпанија · 2.0             | Бугарска · 2½              |  | 17    |  | 8 | 1 | 0 |  | 25.0 |
| 2.  | Јерменија            |  | Румунија · 3.0             | Русија · 1½               | Аустрија · 3.0             | Данска · 2.0              | Турска · 2½                | Мађарска · 2½              | Словенија · 2½            | Азербејџан · 2.0          | Израел · 2½                |  | 14    |  | 6 | 2 | 1 |  | 21½  |
| 3.  | Азербејџан           |  | Турска · 4.0               | Бугарска · 2½             | Данска · 2½                | Холандија · 2½            | Русија · ½                 | Словенија · 1½             | Украјина · 2½             | Јерменија · 2.0           | Француска · 2½             |  | 13    |  | 6 | 1 | 2 |  | 20½  |
| 4.  | Пољска               |  | Црна Гора · ½              | Исланд · 1.0              | Шкотска · 3½               | Аустрија · 2½             | Србија · 3½                | Енглеска · 3½              | Шпанија · 2.0             | Украјина · 2.0            | Република Македонија · 3.0 |  | 12    |  | 5 | 2 | 2 |  | 21½  |
| 5.  | Украјина             |  | Босна и Херцеговина · 4.0  | Шпанија · 2.0             | Израел · 2.0               | Република Македонија · 2½ | Француска · 2.0            | Чешка · 2½                 | Азербејџан · 1½           | Пољска · 2.0              | Енглеска · 2½              |  | 12    |  | 4 | 4 | 1 |  | 21.0 |
| 6.  | Израел               |  | Швајцарска · 3½            | Црна Гора · 2½            | Украјина · 2.0             | Мађарска · 2.0            | Холандија · 2½             | Русија · 1.0               | Норвешка · 3.0            | Словенија · 2½            | Јерменија · 1½             |  | 12    |  | 5 | 2 | 2 |  | 20½  |
| 7.  | Бугарска             |  | Литванија · 2½             | Азербејџан · 1½           | Црна Гора · 3½             | Хрватска · 3½             | Чешка · 2.0                | Француска · 1½             | Швајцарска · 3.0          | Мађарска · 3.0            | Русија · 1½                |  | 11    |  | 5 | 1 | 3 |  | 22.0 |
| 8.  | Словенија            |  | Република Македонија · 4.0 | Француска · 3.0           | Мађарска · 2½              | Русија · 1.0              | Шведска · 2½               | Азербејџан · 2½            | Јерменија · 1½            | Израел · 1½               | Шпанија · 2.0              |  | 11    |  | 4 | 3 | 2 |  | 20.0 |
| 9.  | Француска            |  | Република Македонија · 3.0 | Словенија · 1.0           | Литванија · 3.0            | Норвешка · 3.0            | Украјина · 2.0             | Бугарска · 2½              | Русија · 1½               | Чешка · 2½                | Азербејџан · 1½            |  | 11    |  | 5 | 1 | 3 |  | 20   |
| 10. | Мађарска             |  | Аустрија · 3.0             | Грчка · 2.0               | Словенија · 1½             | Израел · 2.0              | Данска · 3½                | Јерменија · 1½             | Исланд · 2½               | Бугарска · 1.0            | Холандија · 2½             |  | 11    |  | 5 | 1 | 3 |  | 20.0 |
| 11. | Шпанија              |  | Норвешка · 2½              | Украјина · 2.0            | Хрватска · 1.0             | Немачка · 2½              | Енглеска · 2.0             | Грчка · 3.0                | Пољска · 2.0              | Русија · 2.0              | Словенија · 2.0            |  | 11    |  | 3 | 5 | 1 |  | 19.0 |
| 12. | Данска               |  | Кипар · 3½                 | Грузија · 2½              | Азербејџан · 1½            | Јерменија · 2.0           | Мађарска · ½               | Швајцарска · 1½            | Хрватска · 2½             | Исланд · 2½               | Литванија · 2½             |  | 11    |  | 5 | 1 | 3 |  | 19.0 |
| 13. | Грузија              |  | Исланд · 3½                | Данска · 1½               | Република Македонија · 1.0 | Финска · 2.0              | Белгија · 4.0              | Шведска · 2.0              | Румунија · 3.0            | Енглеска · 1½             | Италија · 3.0              |  | 10    |  | 4 | 2 | 3 |  | 21½  |
| 14. | Грчка                |  | Луксембург · 4.0           | Мађарска · 1½             | Шведска · 1.0              | Монако · 3.0              | Италија · 3½               | Шпанија · 1.0              | Естонија · 3.0            | Република Македонија · 1½ | Црна Гора · 2½             |  | 10    |  | 4 | 2 | 3 |  | 21.0 |
| 15. | Чешка                |  | Естонија · 3½              | Енглеска · 2½             | Русија · 1½                | Србија · 2½               | Бугарска · 2.0             | Украјина · 1½              | Холандија · 2.0           | Француска · 1½            | Шведска · 3.0              |  | 10    |  | 4 | 2 | 3 |  | 20.0 |
| 16. | Енглеска             |  | Шкотска · 3½               | Чешка · 1½                | Финска · 3½                | Шведска · 2.0             | Шпанија · 2.0              | Пољска · ½                 | Немачка · 2½              | Грузија · 2½              | Украјина · 1½              |  | 10    |  | 4 | 2 | 3 |  | 19½  |
| 17. | Република Македонија |  | Француска · 1.0            | Белгија · 2½              | Грузија · 3.0              | Украјина · 1½             | Хрватска · 2.0             | Немачка · 2.0              | Србија · 2½               | Грчка · 2½                | Пољска · 1.0               |  | 10    |  | 4 | 2 | 3 |  | 18.0 |
| 18. | Литванија            |  | Бугарска · 1½              | Монако · 3½               | Француска · 1.0            | Естонија · 1.0            | Шкотска · 4.0              | Белгија · 3.0              | Шведска · 2.0             | Швајцарска · 3.0          | Данска · 1½                |  | 9     |  | 4 | 1 | 4 |  | 20½  |
| 19. | Холандија            |  | Италија · 3.0              | Хрватска · 3½             | Србија · 2½                | Азербејџан · 1½           | Израел · 1½                | Норвешка · 2.0             | Чешка · 2.0               | Шведска · 2.0             | Мађарска · 1½              |  | 9     |  | 3 | 3 | 3 |  | 19½  |
| 20. | Исланд               |  | Грузија · ½                | Пољска · 3.0              | Норвешка · 1½              | Швајцарска · 2.0          | Црна Гора · 3½             | Хрватска · 3.0             | Мађарска · 1½             | Данска · 1½               | Финска · 2½                |  | 9     |  | 4 | 1 | 4 |  | 19.0 |
| 21. | Србија               |  | Финска · 3.0               | Немачка · 3.0             | Холандија · 1½             | Чешка · 1½                | Пољска · ½                 | Турска · 3.0               | Република Македонија · 1½ | Естонија · 3.0            | Норвешка · 2.0             |  | 9     |  | 4 | 1 | 4 |  | 19.0 |
| 22. | Норвешка             |  | Шпанија · 1½               | Велс · 4.0                | Исланд · 2½                | Француска · 1.0           | Естонија · 3.0             | Холандија · 2.0            | Израел · 1.0              | Црна Гора · 2.0           | Србија · 2.0               |  | 9     |  | 3 | 3 | 3 |  | 19.0 |
| 23. | Немачка              |  | Белгија · 4.0              | Србија · 1.0              | Румунија · 2.0             | Шпанија · 1½              | Финска · 2½                | Република Македонија · 2.0 | Енглеска · 1½             | Италија · 1½              | Турска · 3½                |  | 8     |  | 3 | 2 | 4 |  | 19½  |
| 24. | Црна Гора            |  | Пољска · 3½                | Израел · 1½               | Бугарска · ½               | Италија · 2.0             | Исланд · ½                 | Велс · 3½                  | Турска · 3.0              | Норвешка · 2.0            | Грчка · 1½                 |  | 8     |  | 3 | 2 | 4 |  | 18.0 |
| 25. | Швајцарска           |  | Израел · ½                 | Шведска · 1½              | Велс · 4.0                 | Исланд · 2.0              | Румунија · 2½              | Данска · 2½                | Бугарска · 1.0            | Литванија · 1.0           | Хрватска · 2.0             |  | 8     |  | 3 | 2 | 4 |  | 17.0 |
| 26. | Хрватска             |  | Велс · 4.0                 | Холандија · ½             | Шпанија · 3.0              | Бугарска · ½              | Република Македонија · 2.0 | Исланд · 1.0               | Данска · 1½               | Румунија · 2½             | Швајцарска · 2.0           |  | 8     |  | 3 | 2 | 4 |  | 17.0 |
| 27. | Шведска              |  | Русија · ½                 | Швајцарска · 2½           | Грчка · 3.0                | Енглеска · 2.0            | Словенија · 1½             | Грузија · 2.0              | Литванија · 2.0           | Холандија · 2.0           | Чешка · 1.0                |  | 8     |  | 2 | 4 | 3 |  | 16½  |
| 28. | Естонија             |  | Чешка · ½                  | Финска · 1.0              | Луксембург · 3½            | Литванија · 3.0           | Норвешка · 1.0             | Аустрија · 3.0             | Грчка · 1.0               | Србија · 1.0              | Белгија · 2½               |  | 8     |  | 4 | 0 | 5 |  | 16½  |
| 29. | Италија              |  | Холандија · 1.0            | Турска · 2.0              | Белгија · 2.0              | Црна Гора · 2.0           | Грчка · ½                  | Финска · 2.0               | Аустрија · 3.0            | Немачка · 2½              | Грузија · 1.0              |  | 8     |  | 2 | 4 | 3 |  | 16.0 |
| 30. | Аустрија             |  | Мађарска · 1.0             | Шкотска · 3½              | Јерменија · 1.0            | Пољска · 1½               | Кипар · 4.0                | Естонија · 1.0             | Италија · 1.0             | --- 2.0                   | Велс · 3½                  |  | 7     |  | 3 | 1 | 5 |  | 18½  |
| 31. | Финска               |  | Србија · 1.0               | Естонија · 3.0            | Енглеска · ½               | Грузија · 2.0             | Немачка · 1½               | Италија · 2.0              | Шкотска · 3.0             | Турска · 2.0              | Исланд · 1½                |  | 7     |  | 2 | 3 | 4 |  | 16½  |
| 32. | Шкотска              |  | Енглеска · ½               | Аустрија · ½              | Пољска · ½                 | Луксембург · 2½           | Литванија · 0              | --- 2.0                    | Финска · 1.0              | Монако · 2½               | Кипар · 3½                 |  | 7     |  | 3 | 1 | 5 |  | 13.0 |
| 33. | Румунија             |  | Јерменија · 1.0            | Луксембург · 2½           | Немачка · 2.0              | Турска · 1.0              | Швајцарска · 1½            | Монако · 3½                | Грузија · 1.0             | Хрватска · 1½             | --- 2.0                    |  | 6     |  | 2 | 2 | 5 |  | 16.0 |
| 34. | Турска               |  | Азербејџан · 0             | Италија · 2.0             | Кипар · 4.0                | Румунија · 3.0            | Јерменија · 1½             | Србија · 1.0               | Црна Гора · 1.0           | Финска · 2.0              | Немачка · ½                |  | 6     |  | 2 | 2 | 5 |  | 15   |
| 35. | Белгија              |  | Немачка · 0                | Република Македонија · 1½ | Италија · 2.0              | Кипар · 3.0               | Грузија · 0                | Литванија · 1.0            | --- 2.0                   | Луксембург · 3.0          | Естонија · 1½              |  | 6     |  | 2 | 2 | 5 |  | 14.0 |
| 36. | Луксембург           |  | Грчка · 0                  | Румунија · 1½             | Естонија · ½               | Шкотска · 1½              | --- 2.0                    | Кипар · 2½                 | Велс · 2.0                | Белгија · 1.0             | Монако · 3.0               |  | 6     |  | 2 | 2 | 5 |  | 14.0 |
| 37. | Велс                 |  | Хрватска · 0               | Норвешка · 0              | Швајцарска · 0             | --- 2.0                   | Монако · 3.0               | Црна Гора · ½              | Луксембург · 2.0          | Кипар · 2.0               | Аустрија · ½               |  | 5     |  | 1 | 3 | 5 |  | 10.0 |
| 38. | Кипар                |  | Данска · ½                 | --- 2.0                   | Турска · 0                 | Белгија · 1.0             | Аустрија · 0               | Луксембург · 1½            | Монако · 2½               | Велс · 2.0                | Шкотска · ½                |  | 4     |  | 1 | 2 | 6 |  | 10.0 |
| 39. | Монако               |  | Словенија · 0              | Литванија · ½             | --- 2.0                    | Грчка · 1.0               | Велс · 1.0                 | Румунија · ½               | Кипар · 1½                | Шкотска · 1½              | Луксембург · 1.0           |  | 1     |  | 2 | 0 | 7 |  | 9.0  |
| 40. | Босна и Херцеговина  |  | ---                        | ---                       | ---                        | ---                       | ---                        | ---                        | ---                       | ---                       | ---                        |  | -     |  | - | - | - |  | ---  |